# Wilhelm Braun (Bildhauer)
Wilhelm Braun (* 7. Oktober 1880 in Uerdingen; † 2. Mai 1945 in Wanne-Eickel) war ein deutscher Bildhauer.

## Leben
Braun besuchte die Kunstgewerbeschule in Aachen, er belegte die Fächer Modellieren und Zeichnen. Im Jahre 1895 begann er eine Bildhauerausbildung bei Carl Esser und in anderen Ateliers. An der technischen Hochschule Aachen studierte er bei Karl Krauß.
Seine erste Anstellung erhielt er 1902 bei Johannes Müller, einem Bildhauer, Stuckateur und Modelleur in Aachen. Seine Aufgaben waren Vor- und Nachkalkulation sowie Entwurf. Erneut besuchte er die Kunstgewerbeschule von 1906 bis 1909, danach die Königliche Kunstakademie Düsseldorf bis 1915. Nach sechs Semestern wurde er zum Meisterschüler ernannt. Fortan konnte er im eigenen Atelier Aufträge ausführen. Die Zeit von 1915 bis 1920 ist nicht belegt. 1920 wurde Braun in Dortmund-Hörde als Zeichenlehrer an der gewerblichen Fortbildungsschule angestellt. Ebenfalls in diesem Jahr legte Braun die Abschlussprüfung am städtischen Gewerbelehrer-Seminar in Düsseldorf ab. Ab 1. Oktober 1924 war Braun Gewerbelehrer an der gewerblichen Berufsschule in Wanne. Ab Mai 1925 führte er die Bezeichnung Gewerbeoberlehrer.
Mit der Gründung der Ortsgruppe Wanne-Eickel-Röhlinghausen der Vereinigung Westfälischer Künstler und Kunstfreunde im April 1924 und Gründung des Kunstvereins Wanne-Eickel im Oktober desselben Jahres fanden regelmäßig Gruppenausstellungen statt, an denen Braun sich beteiligte. Der im Mai 1934 gegründeten Gilde werktätiger Künstler Wanne-Eickel stand er als Leiter vor. 1936 wurde er, mittlerweile auch Mitglied der Reichskammer der Bildenden Künste, zum Stellvertretenden Vorsitzenden des Kunstvereins gewählt.

## Werk

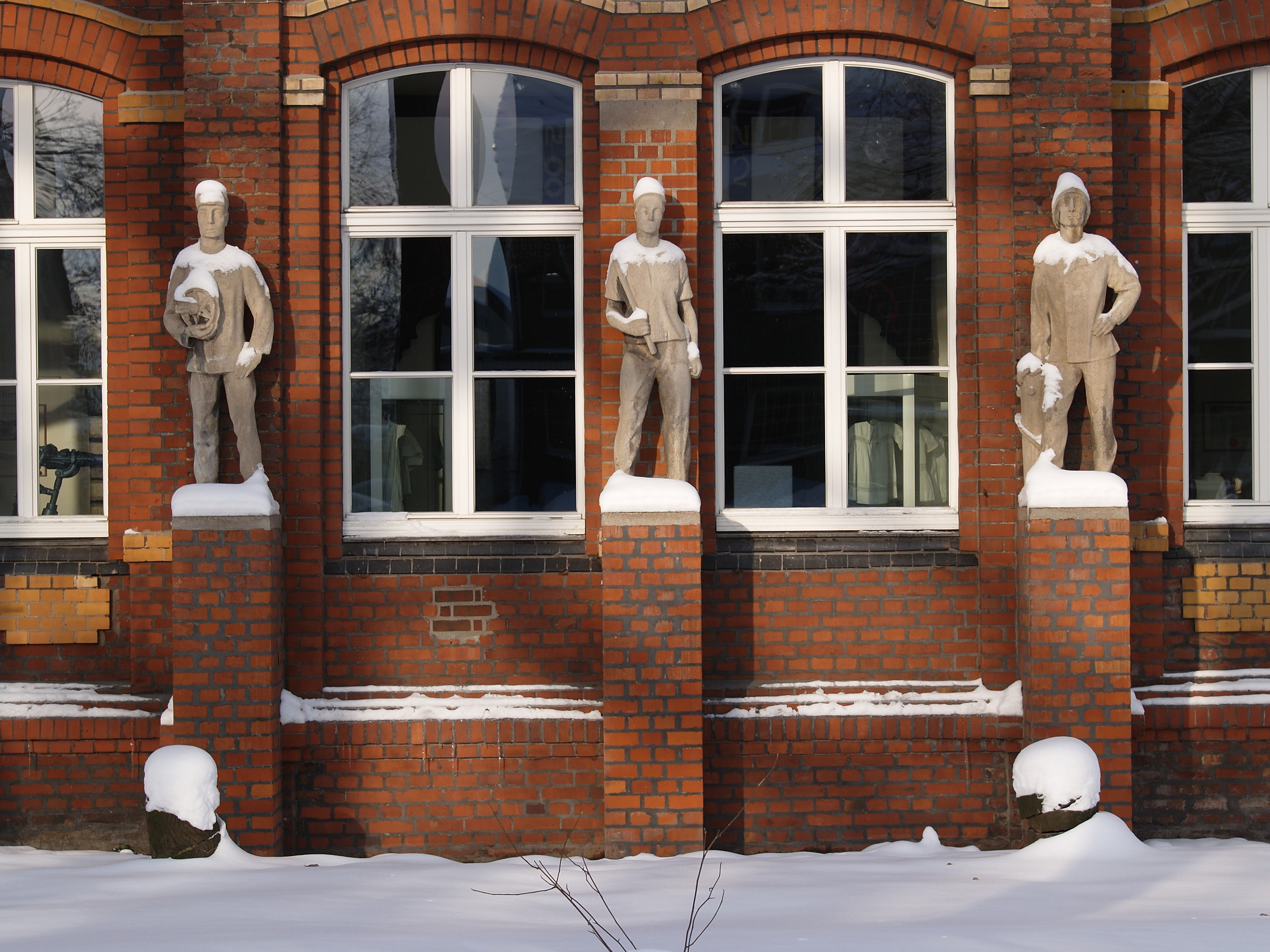
Statuen des Drei-Männer-Ecks

Wilhelm Braun war als Bildhauer tätig. Er arbeitete an öffentlichen Aufträgen, privaten Arbeiten und Ausstellungsbeteiligungen, wie etwa Büste der Tochter Lotte (1920), Gänsehirt (1921), Lutherbüste (1933), Hitlerbüste (vor Mitte Juli 1936), Bergmann (vor Mitte Juni 1937). Auch sakrale Werke wie Christus am Kreuz (vor Juli 1925) oder die Ehrenplakette der Stadt in Bronze (1934) wurden von ihm angefertigt.
Seine wohl bekannteste Arbeit ist das Drei-Männer-Eck aus dem Jahr 1927, das Eisenbahner, Binnenschiffer und Bergmann als Symbol der Wanne-Eickeler Wirtschaft darstellt. Die ursprünglich an der Nordseite des Wanner Hauptbahnhofs zwischen Hauptstraßenunterführung und Bahnhofsgebäude angebracht waren, stehen nach Restauration, nun am Heimatmuseum Unser Fritz. Unmittelbar vor dem Bahnhofsgebäude befinden sich heute Repliken.
Zehn steinerne Symbole für die damaligen Wanner Wirtschaftszweige Bergbau, Industrie, Landwirtschaft, Schifffahrt, Eisenbahn, die Wappen von Bickern und Crange sowie eine Plakette des Amtmannes Friedrich Weiberg als geistiger Vater des Friedhofs befanden sich an den 1924 erbauten Eingangsgebäuden des Wanner Waldfriedhofs gleich hinter der Stadtgrenze nach Herten, ebenfalls geschaffen von Wilhelm Braun, von denen vier erhalten sind.

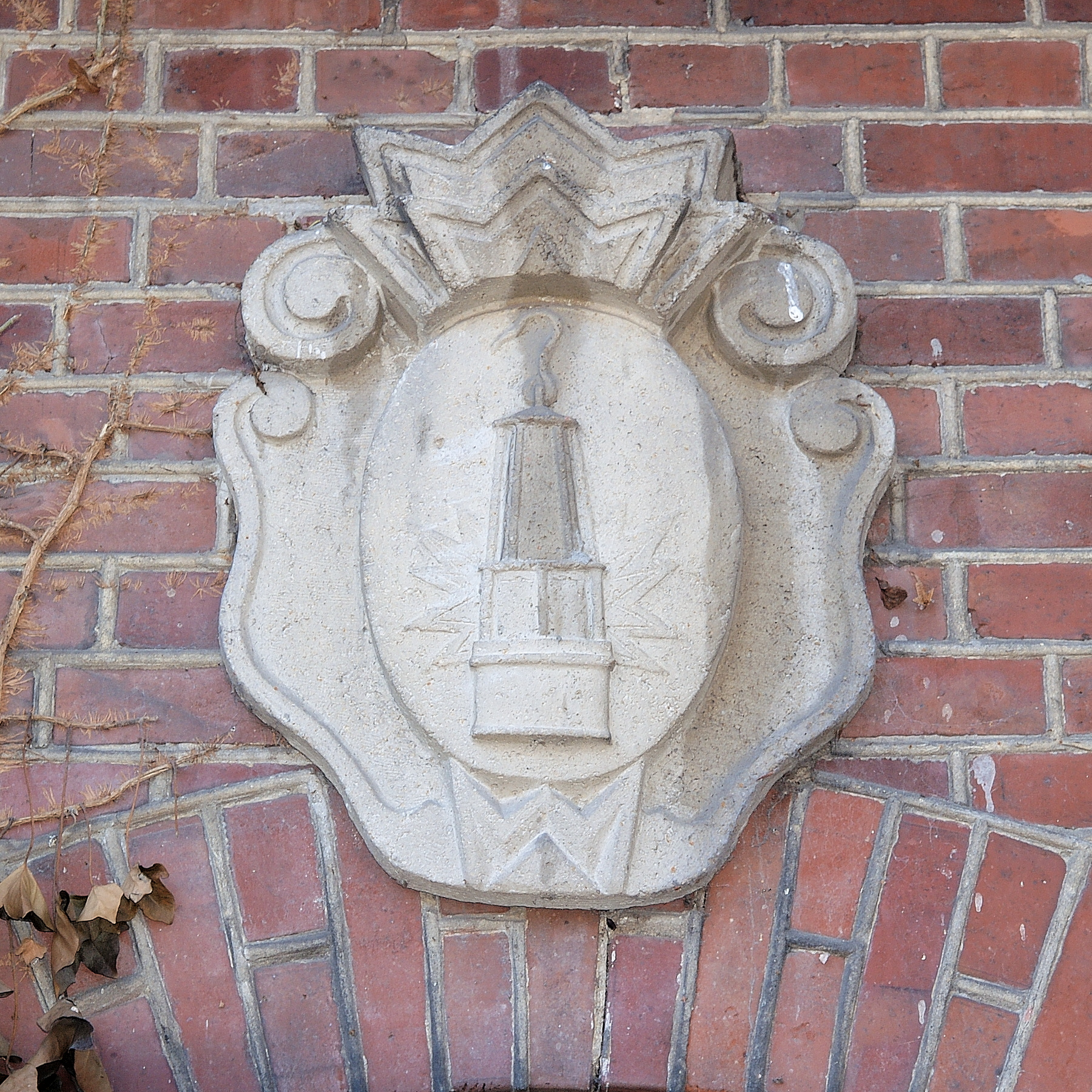
Das Geleucht der Bergleute steht für den Bergbau,
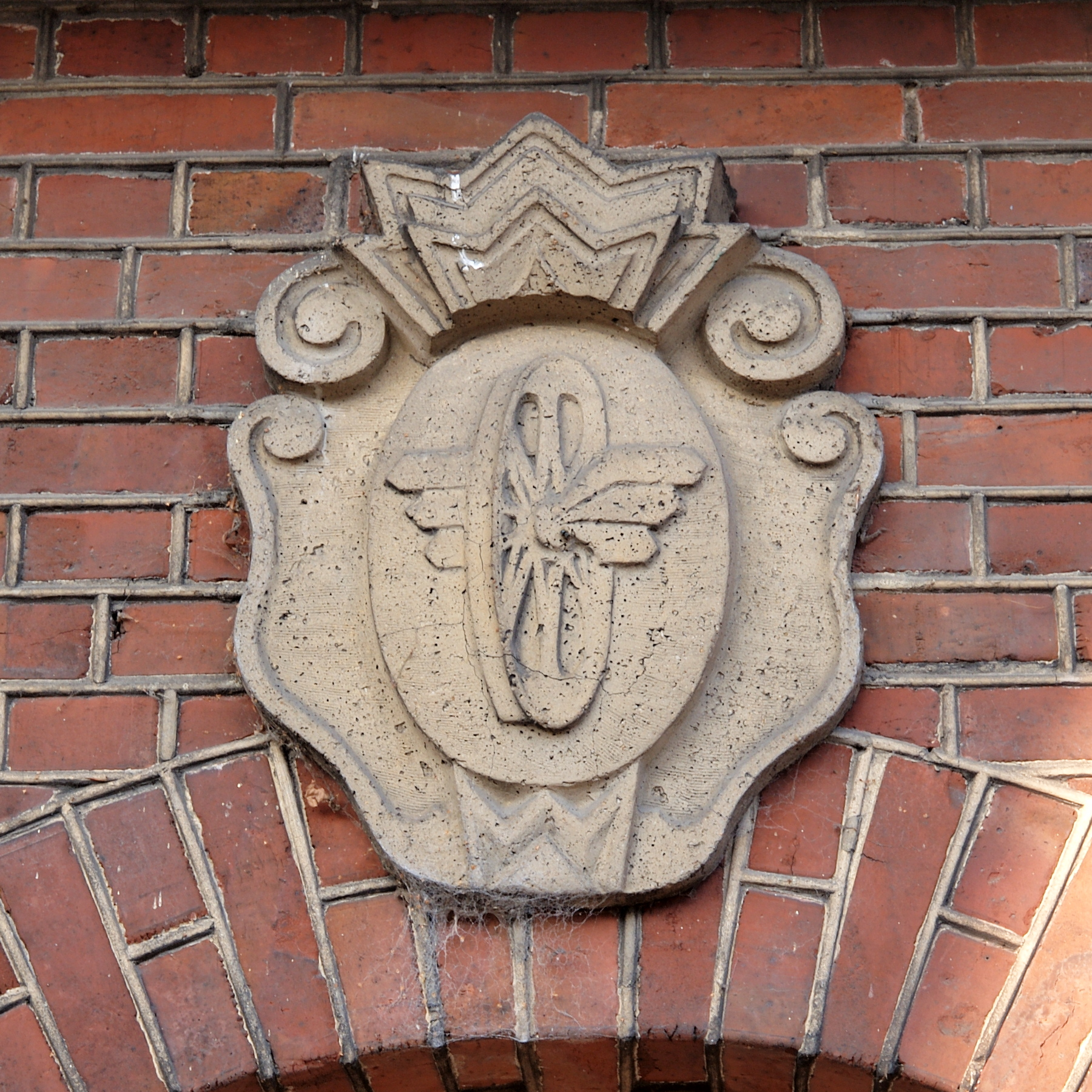
Das geflügelte Bahnrad für die Eisenbahn, und
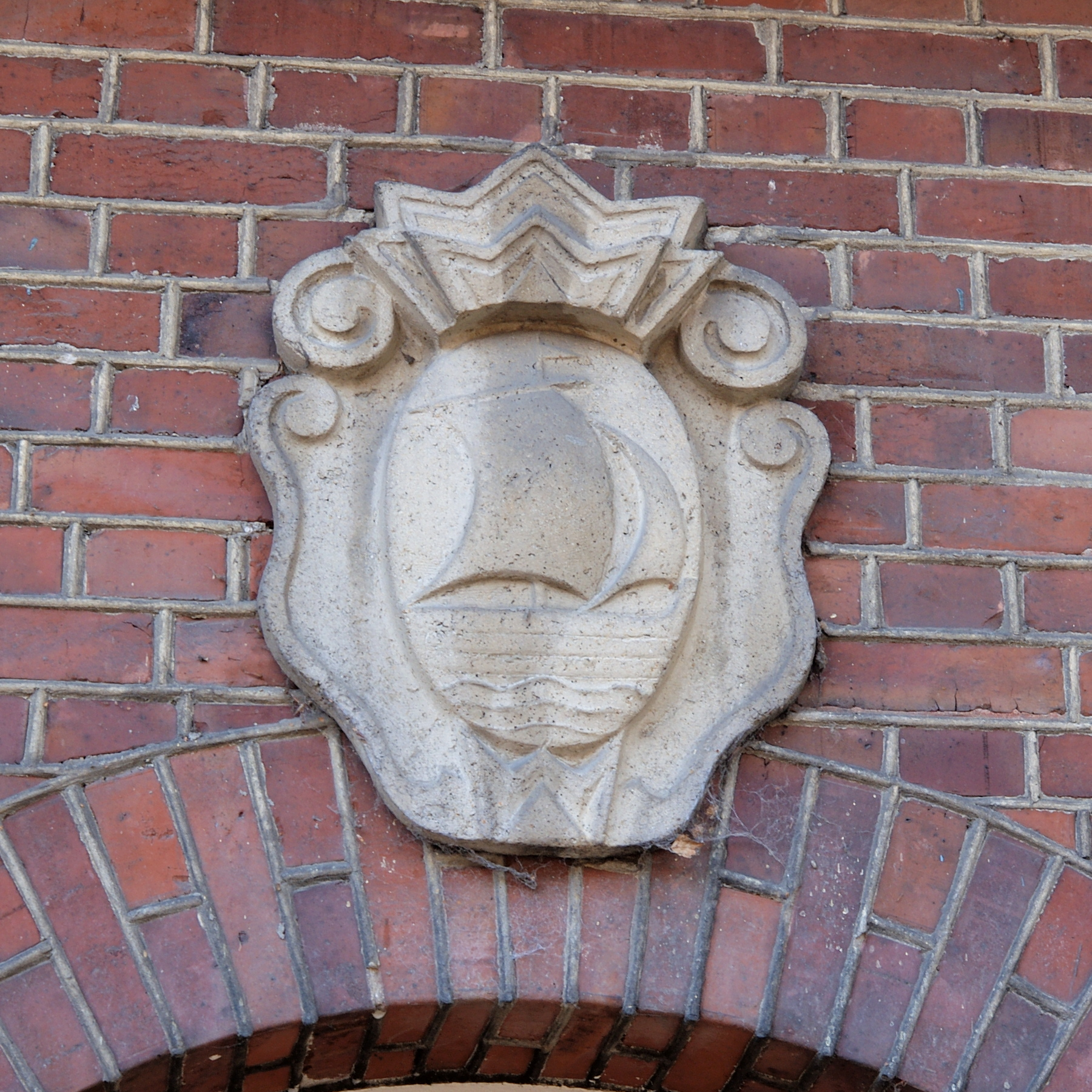
Das Segelschiff für den Schiffsverkehr auf dem Kanal.
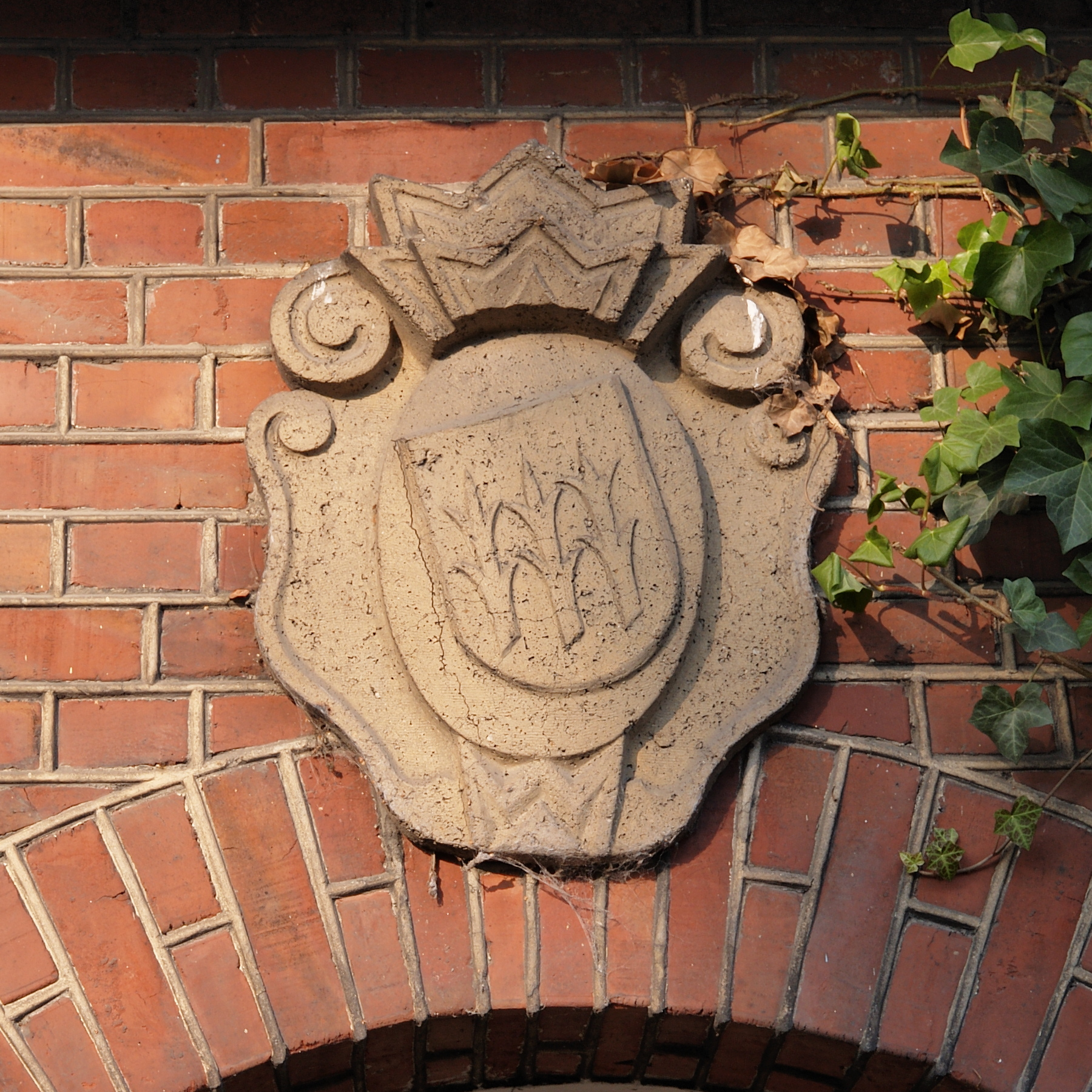
Schilfstauden auf dem Wappen von Bickern.

Während der NS-Zeit fanden viele seiner Werke, die der damaligen Gesinnung entsprachen, positive Resonanz. Die Westfälische Landeszeitung – Rote Erde vom 13. Juli 1936 lobte etwa anlässlich einer von Braun ausgerichteten Wanner Ausstellung die „wuchtige Eigenart“ seiner Hitlerbüste, den „kraftvoll und breitbeinig mit der Ramme dargestellter Pflasterer und die stählerne Gestalt des Pferdebändigers, zu der die zarte, herbe Anmut nordischer Frauengestalten in reizvollem Gegensatz steht“.